# 여자친구 (음악 그룹)
여자친구(영어: GFRIEND)는 대한민국의 6인조 걸 그룹이다. 그룹명은 "여자에게는 좋은 친구처럼, 남자에게는 여자친구처럼 대중들과 항상 함께하고 싶다"는 의미가 담겨 있다. 공식 팬덤명은 '버디'(Buddy)로, 친한 친구를 의미한다.
여자친구는 쏘스뮤직에 의해 결성되었으며, 2015년 1월 15일 첫 번째 미니 앨범 《Season of Glass》를 발매한 후, 1월 16일 공식 데뷔하였다. 이후 독창적인 청순 콘셉트와 파워풀한 퍼포먼스를 앞세워 빠르게 대중적인 인지도를 쌓았으며, 2016년 발매한 《시간을 달려서(Rough)》로 큰 인기를 얻으며 음악방송 15관왕을 기록하는 등 주요 시상식에서 신인상을 휩쓸었다.
이후에도 《너 그리고 나 (NAVILLERA)》, 《FINGERTIP》, 《귀를 기울이면 (Love Whisper)》, 《여름비 (Summer Rain)》, 《밤 (Time for the Moon Night)》, 《해야 (Sunrise)》, 《열대야 (Fever)》, 《Apple》, 《MAGO》 등의 곡을 발표하며 다양한 음악적 변화를 시도했다. 특히, 서정적인 멜로디와 감성적인 가사, 칼군무가 결합된 독자적인 음악 스타일로 국내외에서 두터운 팬층을 형성하였다.
2021년 5월 18일, 소속사 쏘스뮤직은 여자친구 멤버들과의 전속 계약 종료를 공식 발표하였으며, 5월 22일 부로 그룹 활동이 종료되었다. 이로 인해 멤버들은 각자의 길을 걷게 되었다.
여자친구는 2025년 1월 13일, 데뷔 10주년을 기념하여 스페셜 앨범 《Season of Memories》를 발매하였다. 이는 계약 종료 이후 약 4년 만에 전 멤버가 함께한 공식 앨범으로, 기존의 감성을 유지하면서도 새로운 음악적 시도를 담아낸 작품으로 평가받고 있다.
여자친구는 "파워 청순" 이라는 독창적인 콘셉트를 구축하며, 강렬한 퍼포먼스와 감성적인 멜로디를 조화롭게 녹여낸 음악을 선보였다. 데뷔 초부터 한 편의 드라마 같은 서사를 담은 가사, 완성도 높은 안무, 뛰어난 라이브 실력 등을 기반으로 국내뿐만 아니라 해외 팬들에게도 많은 사랑을 받았다.
특히, 여자친구의 음악은 서정성과 역동성을 결합한 유니크한 스타일로 평가받았으며, 2010년대 후반을 대표하는 걸그룹 중 하나로 자리매김하였다.

## 활동

### 데뷔 이전
입사 순서는 소원-예린-신비-엄지-유주-은하 순서이며, 경력 순서는 은하-신비-유주-소원-예린-엄지 순이다. 은하와 신비는 어린 시절부터 연예계 활동을 한 반면 엄지는 쏘스뮤직에 입사하기 이전에는 연예인 경력이 전무했다. 엄지가 쏘스뮤직에 입사하고 3일 후 유주가 입사하였다. 2015년 데뷔 초에 한 언론과의 인터뷰에서 엄지가 밝힌 적이 있다. 2013년 중반에 소원이 가장 먼저 입사하고 그 다음 예린이 합류한 이후 신비, 엄지, 유주가 2014년 초 합류하였다. 그 이후 은하가 추가로 합류하면서 6인조로 데뷔하게 되었다.
팀명을 정하는 데 있어서도 여러 이름이 후보로 올라왔다. '허그허그', '세계평화', '가디언 엔젤' 등 여러 가지 이름들이 후보군으로 올라왔으나 최종적으로 여자친구로 확정되었다. 또한 데뷔곡 역시 〈부끄소년〉, 〈치타보다 빠른 주말〉 등 여러 가지 노래가 후보로 올랐지만 최종적으로 〈유리구슬〉로 확정되었다.

### 2015년: 데뷔
2015년 1월 15일 첫 번째 미니앨범 《Season of Glass》를 발매하고 1월 16일에 정식 데뷔하였다. 총 5곡이 수록 된 이 음반의 타이틀 곡은 〈유리구슬〉로 이기와 용배가 작곡하였다. 발매 첫 주 가온 주간 차트 12위를 기록하였다. 그녀들은 1월 16일 음악 프로그램 KBS2 《뮤직뱅크》에서 〈유리구슬〉로 데뷔하였다. 1월 20일 SBS MTV 《더 쇼》에서 데뷔 5일만에 1위 후보에 올라 3위를 달성하였다. 그 외에 Mnet 《엠카운트다운》에서 9위, SBS 《인기가요》에서 최고 순위 9위를 기록하였다. 3월 21일 MBC 뮤직 《쇼! 음악중심》을 마지막으로 2달간의 활동을 마무리지었고, 마지막 방송 당일에는 팬들과 미니 팬미팅을 열었다. 〈유리구슬〉은 유튜브 조회수 100만건을 돌파하였다. 《Season of Glass》 활동 한정으로 화장을 하지 않은 맨 얼굴로 활동하였다. 쏘스뮤직 사장인 소성진의 말에 의하면 이 때가 아니면 이런 자연스러운 모습을 보여줄 기회가 없기 때문에 고의로 여자친구 멤버들에게 메이크업을 하지 않았다고 한다. 참고로 이 당시 기준으로 리더인 소원을 제외한 나머지 멤버 전원이 고등학생이었다.

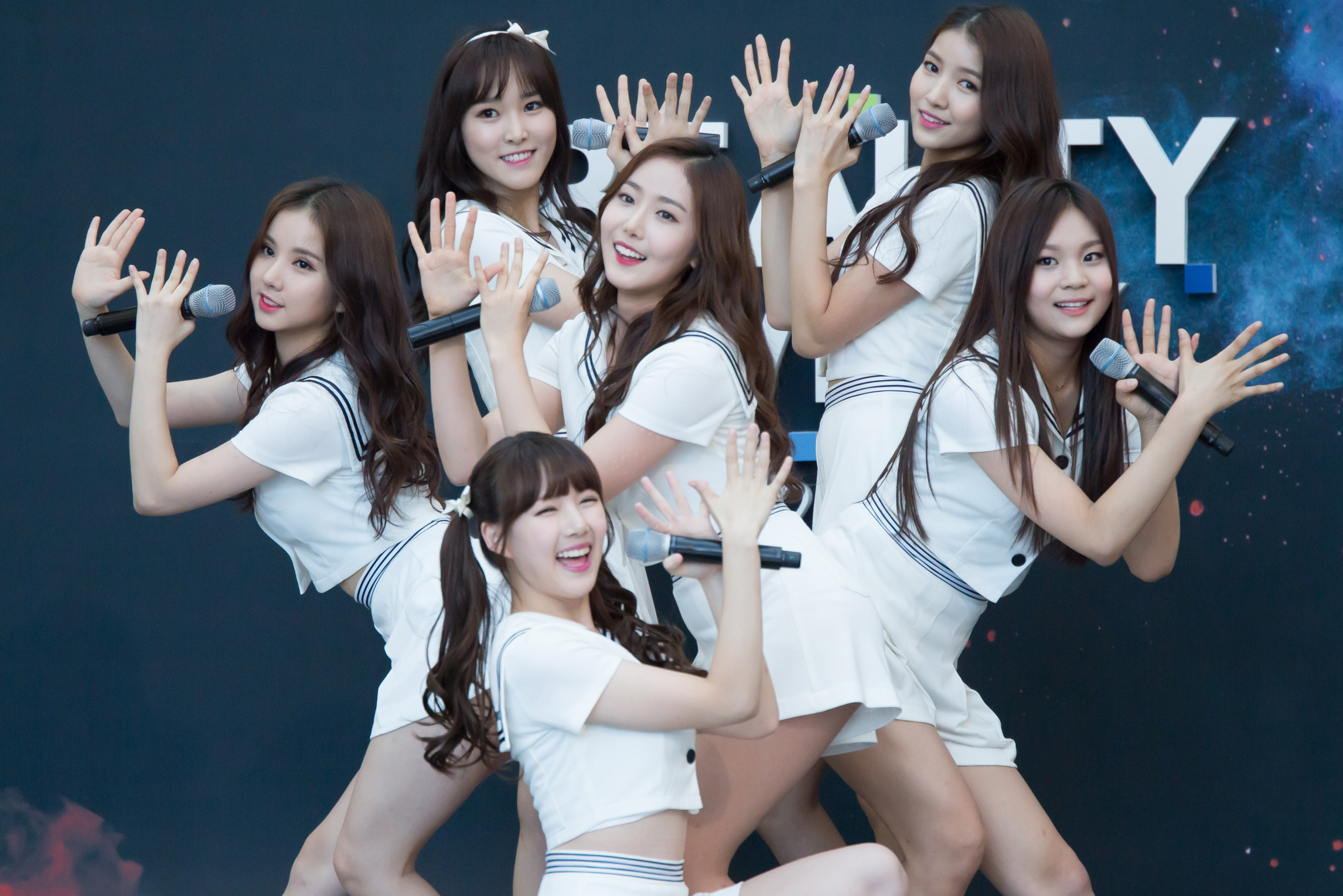
2015년 9월 19일 아모레퍼시픽 뷰티위크에서 여자친구

7월 23일 여자친구는 두 번째 미니앨범 《Flower Bud》를 발매하였다. 총 6곡이 수록된 이 음반의 타이틀 곡은 〈오늘부터 우리는〉으로, 발매와 동시에 여자친구의 공식 유튜브 채널에 뮤직 비디오가 공개되었다. 같은 날, Mnet 《엠카운트다운》에서 컴백 무대를 연 이들은 데뷔 이후 첫 음원 차트 1위를 차지하였다. 〈오늘부터 우리는〉은 유튜브 조회수 1100만건을 달성하였다.
여자친구는 이렇듯 중소기업으로서는 예상하지 못하였던 성공으로 주목받았으며, 기존의 청순 아이돌이 내세우던 ‘지켜주고 싶은 여리여리한 소녀’라는 컨셉이 아니라 ‘현실에서 존재할 법한 여자친구’라는 컨셉에 집중하였고, 실제 옆에 있는 친구 같은 친근함과 체육소녀를 연상케 하는 청량함 및 건강함의 이미지를 내세웠다. 또한 '10대만이 할 수 있는 소녀의 감성을 담은 음악을 선보이면서도 칼군무와 역동적인 퍼포먼스를 연출, 생동감 있고 열정적인 10대의 모습을 투영시켰다.'라는 평가를 받았다.
9월 5일, 여자친구는 강원도 인제스피디움에서 열린 SBS 라디오 공개방송에 참석해 비 때문에 미끄러워진 무대 위에서 공연하던 도중 유주가 무대에서 연속으로 넘어지고 쓰러지고 중심을 잃었다. 멤버와 안무를 맞추며 무대를 마친 ‘꽈당 투혼’이 유튜브와 언론을 통해 화제를 모으게 되면서 음원 순위가 꾸준히 상승하였고, ‘꽈당돌’이라는 별명을 받았다. 9월 6일 SBS 《인기가요》로 1달간의 활동을 마무리지었다. 9월 20일 투표로 〈오늘부터 우리는〉은 1위 후보로 올랐다.
특히 여자친구는 2015 멜론 뮤직 어워드에서 여자 신인 그룹상을 수상한 것을 시작으로 하이원 서울가요대상, 골든 디스크에 이어 가온 차트 K-POP 어워드 신인상, 2015년 가요 시상식마다 신인상을 획득하며 4관왕에 올랐다.

### 2016년

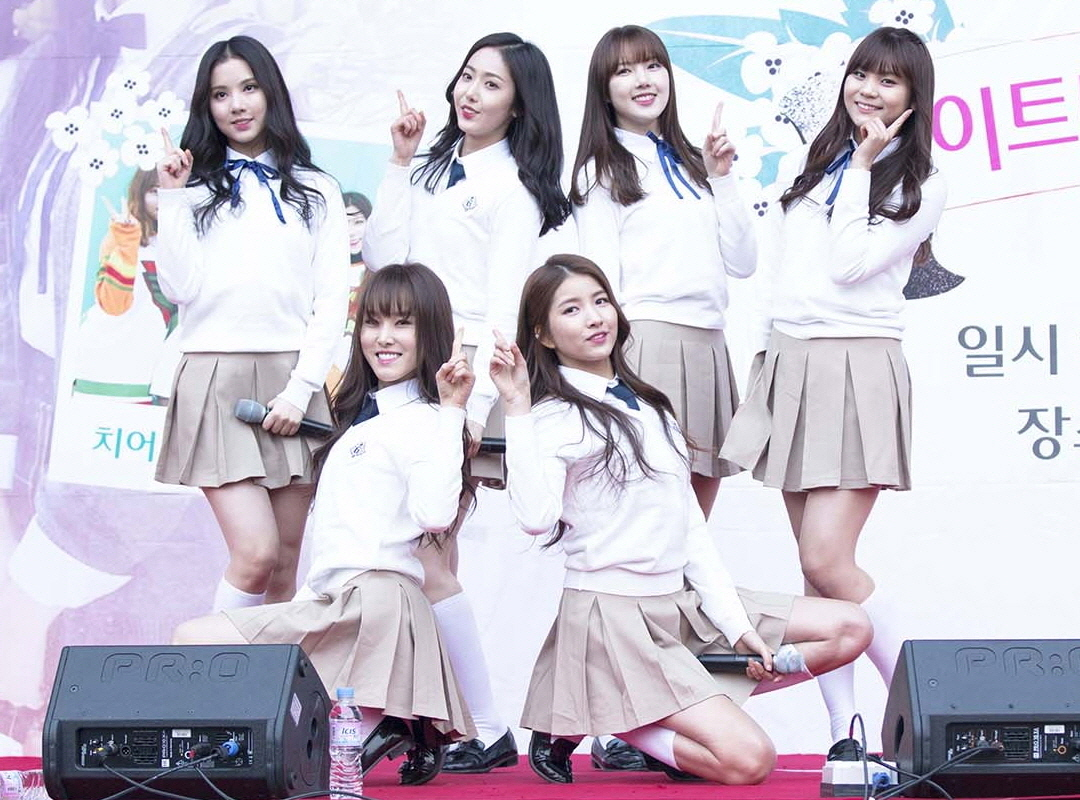
2016년 3월 13일 롯데몰 김포공항에서 여자친구

2016년 1월 25일 여자친구는 세 번째 미니 앨범 《SNOWFLAKE》를 발매하였다. 총 7곡이 수록된 이 음반의 타이틀 곡은 〈시간을 달려서〉이다. 이 노래는 ‘학교 3부작’의 마지막을 장식하는 곡이다. 2월 2일 SBS MTV 《더 쇼》에서 데뷔 후 처음으로 1위에 올랐으며, 다음 날인 2월 3일에는 MBC M 《쇼 챔피언》에서 1위를 달성하였다. 그리고 그 다음 날인 2월 4일에 Mnet 《엠카운트다운》에서 1위를 차지하며 케이블 3개 방송을 휩쓸었고, 2월 5일 KBS 《뮤직뱅크》에서 1위를 차지하며 데뷔후 첫 지상파 1위를 차지하며 가요프로 1위 4관왕에 올랐다. 2월 7일에는 SBS 《인기가요》에서 1위를 차지하였다. 또한 2월 7일 전 음악관련 8개 사이트 (멜론, 엠넷, 벅스, 올레뮤직, 소리바다, 지니, 네이버, 몽키3)에서 1위를 달성하였다. 2월 18일에는 Mnet 《엠카운트다운》 3주 연속 1위 트리플 크라운을 차지하였고 2월 26일 KBS 《뮤직뱅크》에서 4주 연속 1위를 차지하고 2월 28일 SBS 《인기가요》에서 3주 연속 1위 트리플 크라운을 차지하며 총 15관왕을 기록하였다. 차트 밖에 있던 〈유리구슬〉까지 차트에 복귀하기도 하였다.

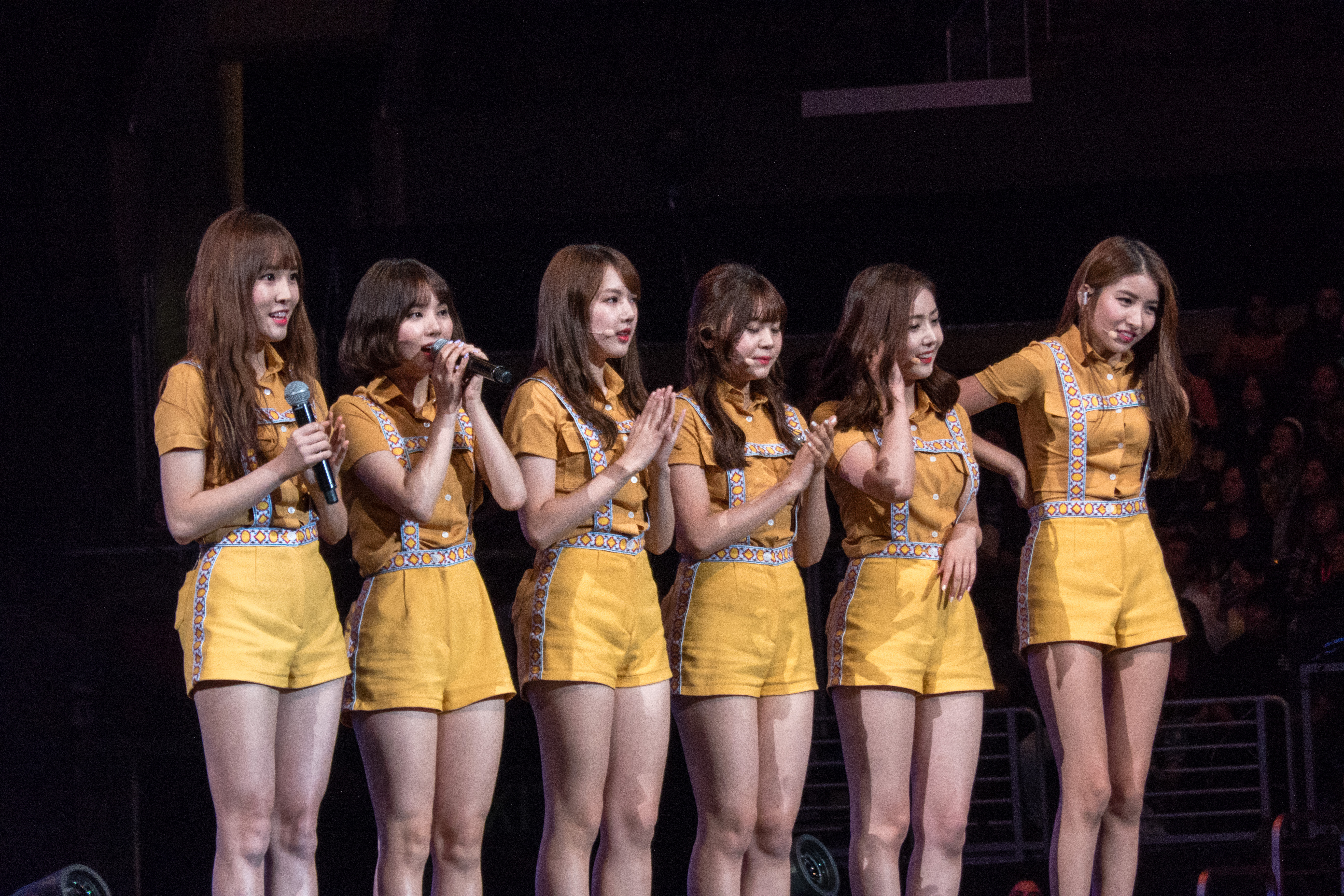
2016년 7월 30일 KCON 2016 LA에서 여자친구

7월 11일 첫 정규 앨범《LOL》을 공개하였으며, 타이틀곡은 〈너 그리고 나〉이다. 7월 12일 SBS MTV 《더 쇼》에서 음악방송 활동을 시작하였고 이후 8월 14일 인기가요까지 총 5주간 활동하였다.
첫 정규 앨범 타이틀곡인 〈너 그리고 나〉가 7월 18일 SBS MTV 《더 쇼》부터 7월 24일 인기가요까지 모두 1위를 기록하며 하반기 첫 그랜드 슬램을 달성하였으며, 8월 4일 엠 카운트다운과 8월 7일 인기가요에서 3주 연속 1위를 기록하며 트리플크라운을 달성하였고, 8월 9일 더쇼에서 3주 1위, 8월 10일 쇼챔피언에서 2주 연속 1위, 8월 12일 뮤직뱅크에서 3주 1위를 기록하면서 총 14관왕에 올랐다. 무엇보다도 여자친구는 이번 활동으로 걸 그룹 최초로 1년에 두 곡이 10관왕 이상을 기록하였으며 연간 1위 횟수도 총 29회로 2010년대 이후 역대 2위 기록을 세웠다.

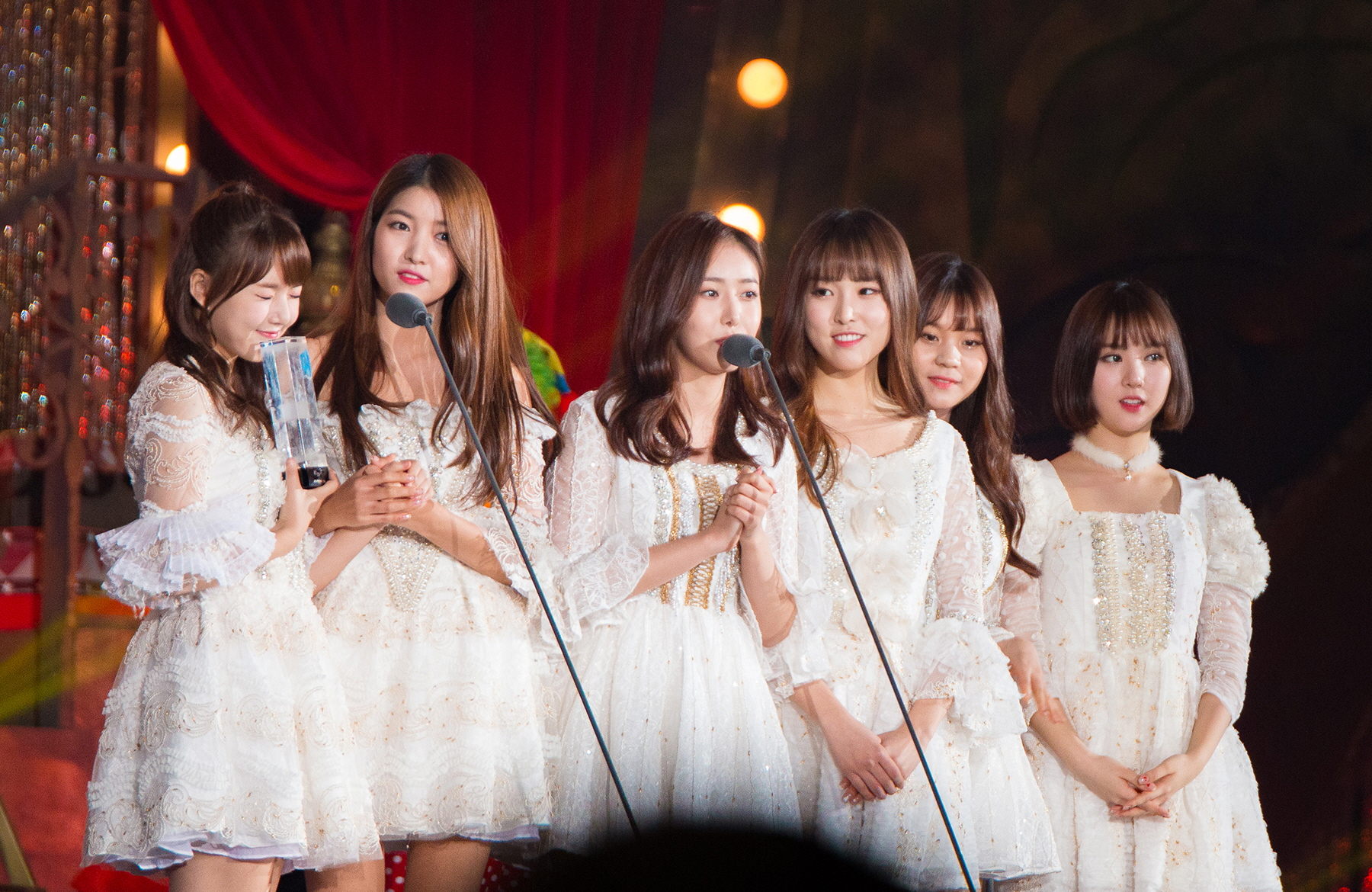
2016년 11월 19일 멜론 뮤직 어워드에서 여자친구

10월 5일, 여자친구 멤버 엄지가 대퇴부 봉공근 염좌라는 진단을 받아, 활동을 잠정 중단하였다.
이로 인하여 여자친구는 당분간 5인 체제로 활동하다가, 치료를 마치고 11월 17일 2017학년도 대학수학능력시험에 응시한 엄지를 재합류시켜 11월 19일 멜론 뮤직 어워드 무대로 공식적인 6인 활동을 재개하였다.

### 2017년
2017년 3월 6일 네 번째 미니 앨범 《THE AWAKENING》을 발매하였다. 이 앨범은 2016년까지 이어졌던 ‘파워청순’ 대신 ‘파워시크’ 콘셉트를 적용하였다. 3월 9일 Mnet 《엠카운트다운》에서 타이틀곡 〈FINGERTIP〉으로 첫 컴백 무대를 열었다. 〈FINGERTIP〉은 5주 동안의 활동으로 3월 14일, 4월 11일 더쇼에서 1위를 하여 2관왕을 달성하였고, 가온차트 3월 2주 주간 앨범 판매량과 다운로드 부문에서 1위를 석권하여 2관왕에 올랐다.

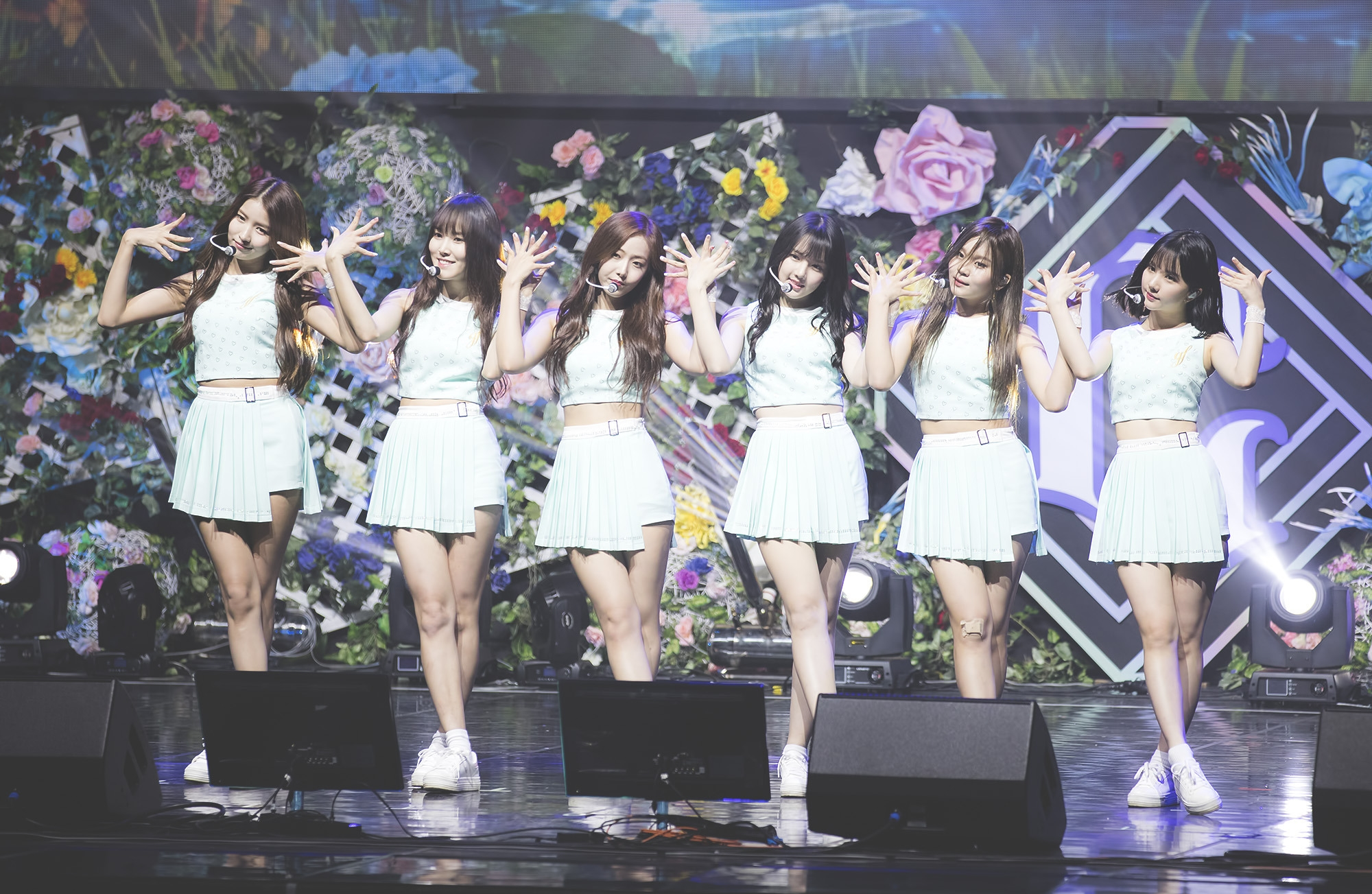
2017년 8월 1일 쇼케이스에서 〈귀를 기울이면〉 공연중인 여자친구

8월 1일 다섯 번째 미니 앨범 《PARALLEL》을 발매하며 컴백하였다. 이 앨범에서는 여자친구가 예전의 ‘청순’ 콘셉트로 돌아왔는데, 특히 여름의 청량한 분위기를 담아낸 타이틀곡 〈귀를 기울이면〉은 학교 3부작에 이은 새로운 연작의 첫 곡이다. 〈귀를 기울이면〉은 대한민국 내 8개 음원차트 중 멜론을 포함한 6개 차트에서 1위를 기록하였으며, 유튜브에서 뮤직비디오 조회수가 29시간 만에 1000만 뷰를 기록하였다. 4주 동안의 활동으로 4관왕을 달성하였다. 8월 2일 미국 빌보드에서 “Gfriend Returns with Summery 'Love Whisper': Watch”라는 제목으로 컴백 저널을 올렸으며, 〈귀를 기울이면〉은 세계 각국의 아이튠즈 차트의 순위권에 오르기도 하였다.
9월 13일 미니 5집 앨범의 리패키지 앨범인 《RAINBOW》를 발매하였다. 2주 동안의 활동으로 2관왕을 달성하였다. 타이틀곡은 로베르트 슈만의 가곡 '아름다운 5월에'를 샘플링한 〈여름비〉이다.

### 2018년
2018년 1월 6일부터 1월 7일까지 데뷔 3년 만에 첫 단독 콘서트 Season of GFRIEND를 올림픽공원 올림픽홀에서 개최하였다. 데뷔 앨범 《Season of Glass》에서 착안하여 공연 전체를 ‘Glass’, ‘Flower’, ‘Awake’, ‘Parallel’의 네 개의 ‘Season’으로 나누어 구성하였으며, 약 3시간 동안 총 27곡을 공연하였다. 콘서트장에서 판매할 예정이었던 길이 180 cm, 폭 60 cm의 대형 쿠션이 성 상품화 논란에 따라 생산이 취소되기도 하였다.
2015년 데뷔하여 3년간 총 7장의 음반을 발매한 여자친구는 2018년 들어 아시아로 진출할 계획을 정하였다. 우선 2월 중순 킹레코드와 계약을 맺고, 일본 데뷔 계획을 확정지었다. 2월 28일에는 대만 신장체육관에서 대한민국에서와 동일한 이름으로 단독 콘서트를 열었으며, 이를 시작으로 아시아 투어를 나섰다. 한편 4월 26일, 클라우드 댄서(Cloud Dancer), 스쿠바 블루(Scuba blue), 울트라 바이올렛(Ultra Violet) 등 여자친구를 상징하는 세 가지의 공식 색상이 발표되었다.

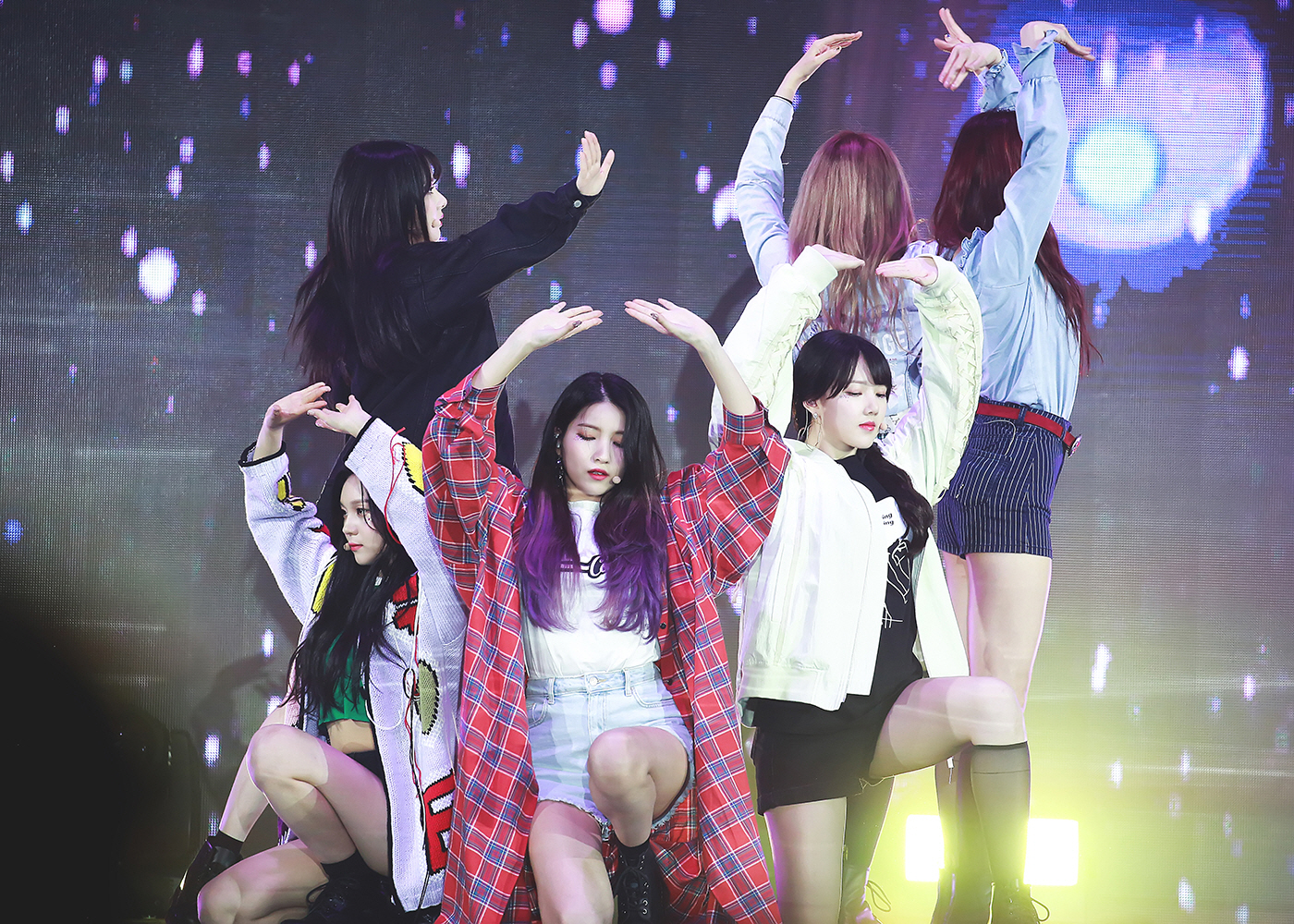
2018년 5월 6일 아시아 모델 어워즈에서 〈밤〉 공연중인 여자친구

4월 30일 여섯 번째 미니 앨범 《Time for the moon night》을 발매하였다. 타이틀 곡은 쏘스뮤직의 하우스 프로듀서 노주환이 이원종과 작업한 〈밤〉으로, 사랑하는 이를 생각하며 고민에 젖어드는 밤부터 새벽까지의 시간을 서정적으로 표현한 곡이다. 〈밤〉은 가온 주간 다운로드 차트, 앨범 차트, 소셜 차트에서 1위를 기록하였을 뿐 아니라 빌보드 앨범차트 6위를 차지하였으며, 대한민국에서는 멜론, 벅스, 소리바다, 지니, 네이버 등 5개의 차트에서 실시간 1위에 올랐고, 뮤직비디오는 공개 1주일 만에 조회수 1300만 회를 달성하였다. 5월 3일 Mnet 《엠카운트다운》에서 첫 컴백 무대를 선보인 이후, 5월 8일 SBS MTV 《더 쇼》부터 5월 20일 인기가요까지 2주간 모든 음악 방송에서 1위를 달성하며 〈밤〉 활동을 10관왕으로 마무리하였다.
5월 23일 일본 데뷔 음반 《오늘부터 우리는 ~GFRIEND 1st BEST~》(今日から私たちは ～GFRIEND 1st BEST～)가 발매되었다. 이 앨범에는 2015년부터 2017년까지 대한민국에서 발매되었던 5곡의 타이틀 곡과 1곡의 수록곡이 각각 일본어 버전과 한국어 버전으로 실려 있다. 오리콘 차트 주간 10위를 기록하였다.
7월 19일 여름 미니 음반 《Sunny Summer》를 발매하며 컴백하였고, 타이틀 곡 〈여름여름해〉로 2주 간 활동하였다. 이후 8월 2일과 5일 양일간 일본 오사카와 도쿄에서 단독 콘서트 GFRIEND SUMMER LIVE IN JAPAN 2018를 개최하였다. 이어 8월 19일 필리핀 마닐라에서 Season of GFRIEND를 열 예정이었으나, 8월 16일 니노이 아키노 국제공항에서 발생한 사고로 항공편이 지연되어, 콘서트는 8월 26일로 연기되었다. 9월 1일 홍콩에서 콘서트를 마친 뒤, 9월 8일부터 9일까지 양일간 대한민국 서울 올림픽공원 핸드볼 경기장에서 Season of GFRIEND의 앵콜 콘서트인 Season of GFRIEND Encore를 개최하였다.
10월 10일 일본 첫 번째 싱글 음반 《Memoria/밤 (Time for the moon night)》을 발매하였다. 이 싱글에는 일본 오리지널 곡인 〈Memoria〉를 비롯해 〈밤 (Time for the moon night)〉의 일본어 버전도 수록되었다. 오리콘 차트 주간 6위를 기록하였다.

### 2019년
2019년 1월 14일 정규 2집 《Time for us》를 발매하면서 타이틀 곡 〈해야〉로 컴백하였으며 컴백한지 2주만에 일주일 간 모든 음악방송에서 1위를 차지하며 2019년 첫 번째 그랜드슬램을 달성하여 6관왕을 차지했고, 3주 동안의 활동을 마무리했다.
일본에서 2월 13일 두 번째 싱글 〈SUNRISE〉를 발매했으며, 한달 후인 3월 13일 세 번째 싱글 〈FLOWER〉를 발매했다.

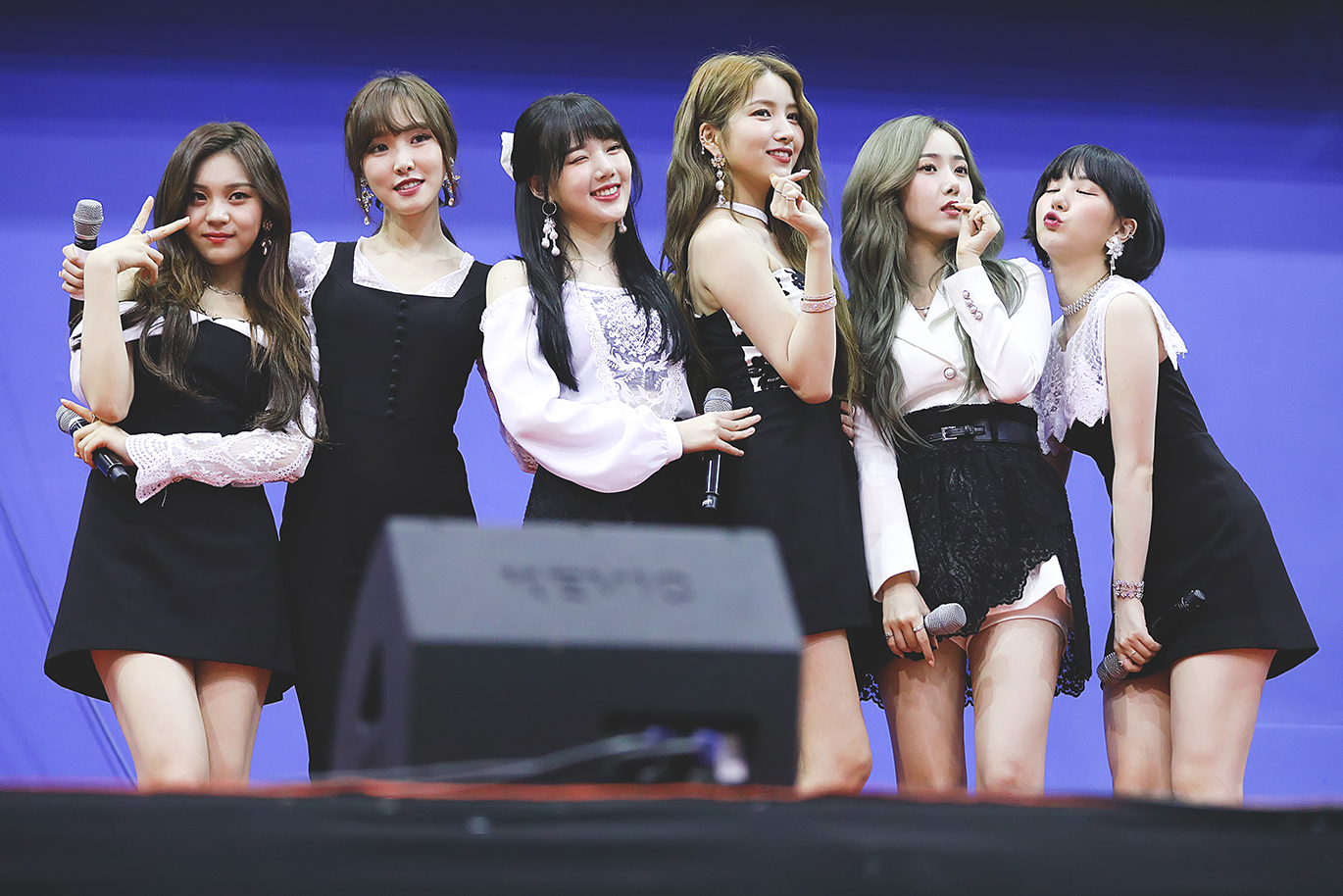
2019년 7월 14일 미니 팬미팅에서 여자친구

7월 1일 일곱 번째 미니앨범 《FEVER SEASON》를 발매했으며, 타이틀 곡 〈열대야〉로 컴백했고 2주 동안의 짧은 활동에도 불구하고 두 번째 그랜드슬램을 달성하며 6관왕을 차지했다.
11월 13일 첫 번째 일본 정규앨범 《Fallin' Light》를 발매했다. 해당 앨범은 오리콘 앨범 차트에서 7위를 기록하며 일본에서의 성공적인 활동을 보여주었다.

### 2020년

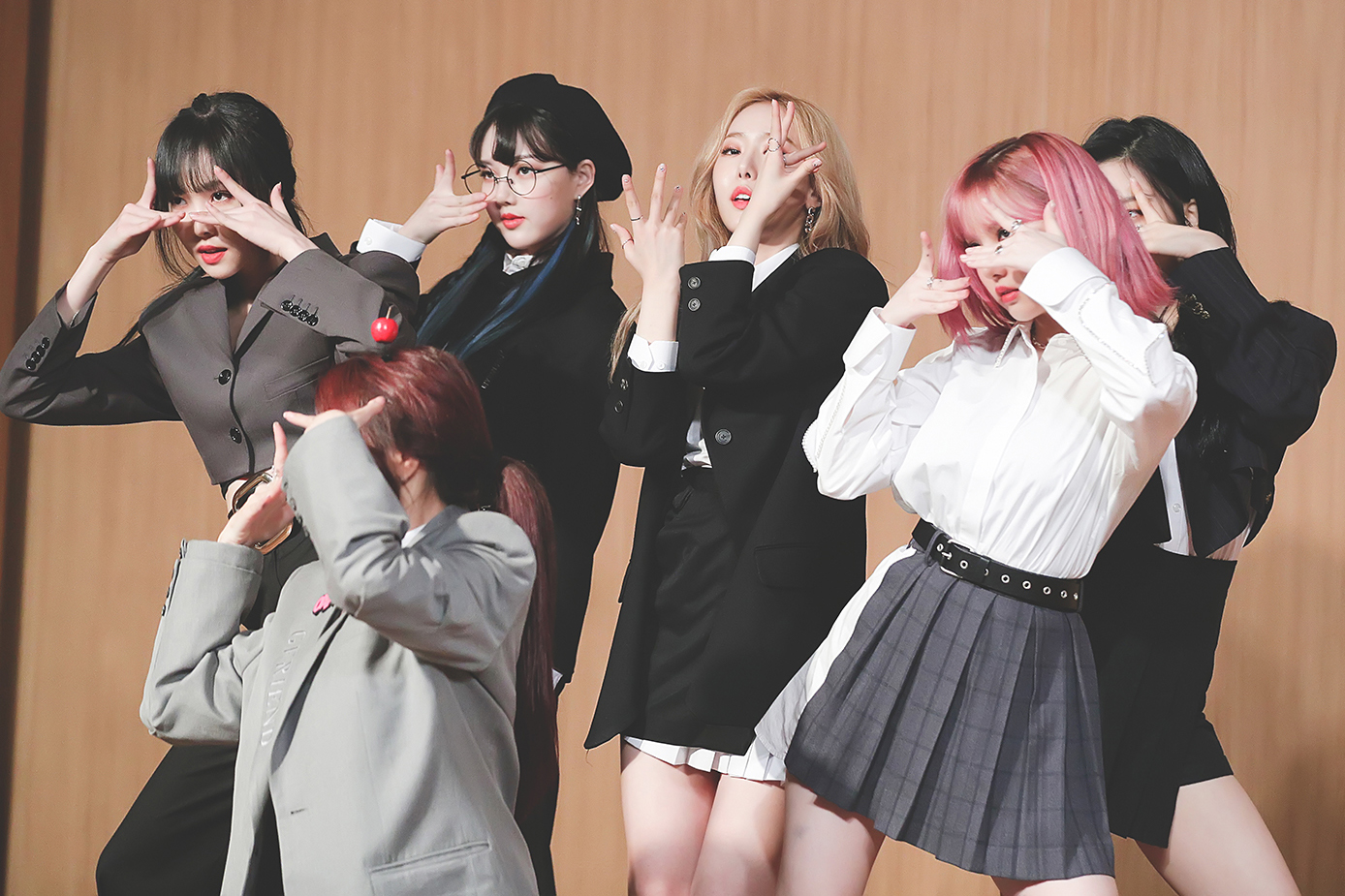
2020년 2월 7일 당산 팬사인회에서 〈교차로〉 공연중인 여자친구

2020년 2월 3일 여덟 번째 미니앨범 《回:LABYRINTH》를 발매하며 회(回)시리즈를 시작하였다. 타이틀 곡은 〈교차로〉이며 3주 동안의 활동으로 7관왕을 달성하였다.
7월 13일 아홉 번째 미니앨범 《回:Song of the Sirens》를 발매하였다. 타이틀 곡은 〈Apple〉이다. 데뷔 후 컨셉적으로 첫 파격 변신한 앨범이다. (엄지, 유주, 은하가 작사 및 작곡에 참여.) 2주 동안의 활동으로 3관왕을 달성하였다.
11월 9일 세 번째 정규앨범 《回:Walpurgis Night》를 발매하며 회(回)시리즈를 마무리하였다. 타이들 곡은 〈MAGO〉이다. 데뷔 후 처음으로 유닛곡을 발매했다. 은하, 유주는 〈Night Drive〉, 소원, 엄지는 〈Better Me〉, 예린, 신비는 〈Secret Diary〉를 유닛곡으로 불렀다. (모든 멤버들이 ,작사 및 작곡에 참여.) 2주 동안의 활동으로 2관왕을 달성하였다.

### 2021년: 전속계약 종료
5월 18일, 소속사 쏘스뮤직은 여자친구 멤버들과의 재계약이 불발되어 각자의 길을 가기로 결정했다고 발표하였다.전속계약이 만료되는 5월 22일 부로 그룹은 잠정적으로 활동이 중단되었다.
전속계약이 종료되었을뿐이지,공식적으로
해체한다고 발표한적은 없다.
 갑작스러운 발표에 항의가 이어지자 쏘스뮤직은 사과 및 후속조치에 대한 안내를 덧붙였으나, 이후에도 팬들을 무시하는 태도로 비판 받았다.

### 2022년 ~ 2024년
은하, 신비, 엄지는 3인조 걸그룹 VIVIZ를 결성하여 활동하고 있고, 유주와 예린은 각각 솔로 가수로 활동, 소원은 배우로 활동하고 있다.
그룹의 상태에 대해 논란이 있다. 전속계약 종료 당시 언론들은 그룹이 해체된 것으로 보도하였으나, 공식적으로 해체했다고 발표한 적은 없고, 리더인 소원은 버블 서비스를 통해 계약종료일 뿐이지 해체는 아니라고 밝힌 바 있다. 따라서 바라보는 시각에 따라 '활동 중단', '활동 종료', '잠정적 해체' 등으로 다양하게 표현되고 있다.
쏘스뮤직과의 전속계약이 만료되어 쏘스뮤직 소속으로 활동할 수는 없으나, 그룹 자체가 완전히 해체된 것은 아니라고 보는 견해가 있다. 일례로 쏘스뮤직이 여자친구의 영어명칭인 'GFRIEND'를 상표로 등록하려 시도했으나 특허청은 등록을 거절했다. 사유는 상표법 제34조 제1항 제6호(저명한 타인의 성명ㆍ명칭 또는 상호ㆍ초상ㆍ서명ㆍ인장ㆍ아호(雅號)ㆍ예명(藝名)ㆍ필명(筆名) 또는 이들의 약칭을 포함하는 상표. 다만, 그 타인의 승낙을 받은 경우에는 상표등록을 받을 수 있다.)와 제11호(수요자들에게 현저하게 인식되어 있는 타인의 상품이나 영업과 혼동을 일으키게 하거나 그 식별력 또는 명성을 손상시킬 염려가 있는 상표)에 위배된다는 점이었다. 쏘스뮤직이 한글 명칭인 '여자친구'에 대한 상표를 과거에 등록해둔 상황임에도 불구하고 'GFRIEND' 상표가 거절된 것은, 수요자인 대중에게 '여자친구'는 '대한민국의 6인조 여성 가수 그룹'의 구성원인 여섯 멤버로 인식되어 있으며 특허청 또한 이를 인정하기 때문으로 볼 수 있다. 따라서 쏘스뮤직과의 계약이 만료되었다는 이유로 여자친구 자체가 해체되었다거나 여자친구라는 이름으로 활동하는 것이 불가능하다고 해석할 수는 없다는 것이다.

### 2025년: 데뷔 10주년 기념 재결합
2024년 9월에, 쏘스뮤직은 여자친구가 2025년 1월 재결합할 예정이라고 발표했다.
쏘스뮤직은 "내년 1월 여자친구가 데뷔 10주년을 기념하는 프로젝트로 팬들을 찾아갈 예정"이라는 내용의 입장문을 올리며, "‘버디’ (여자친구 팬덤) 여러분께 소중한 추억을 선물해 드리고 싶다는 멤버들의 바람이 모여 이번 프로젝트가 성사됐다"고 밝혔다.
2024년 12월, 쏘스뮤직은 여자친구가 2025년 1월 13일에 스페셜 앨범 <Season of Memories>를 발매할 것이며, 1월 6일 12시에 음원을 선공개할 것이라고 밝혔다. 또 1월 17일~19일에 올림픽공원 올림픽홀에서 동명의 콘서트를 개최할 것이라고 발표했다.
1월 5일 골든 디스크 어워즈에 참가한다.
1월 9일부터 12일까지 음악방송을 돌았다.
3월 아시아 투어를 진행한다.

## 구성원
| 이름 | 소개 |
| ---- | --- |
| 소원 | - 본명 : 김소정 (金韶情) - 생년월일 : 1995년 12월 7일(29세) - 출생지 : 대한민국 서울특별시 은평구 - 학력 : 성신여자대학교 미디어영상연기학과 (재학)                                        |
| 예린 | - 본명 : 정예린 (鄭睿隣) - 생년월일 : 1996년 8월 19일(28세) - 출생지 : 대한민국 서울특별시 - 학력 : 서울공연예술고등학교 실용무용과 (졸업)                                                 |
| 은하 | - 본명 : 정은비 (丁恩妃) - 생년월일 : 1997년 5월 30일(28세) - 출생지 : 대한민국 서울특별시 양천구 - 학력 : 서울공연예술고등학교 무대미술과 (졸업) - 관련활동 : 현재 걸그룹 VIVIZ로 활동 중 |
| 유주 | - 본명 : 최유나 - 생년월일 : 1997년 10월 4일(27세) - 출생지 : 대한민국 경기도 고양시 덕양구 - 학력 : 성신여자대학교 현대실용음악학과 (재학)                                                |
| 신비 | - 본명 : 황은비 - 생년월일 : 1998년 6월 3일(27세) - 출생지 : 대한민국 충청북도 청주시 - 학력 : 서울공연예술고등학교 실용무용과 (졸업) - 관련활동 : 현재 걸그룹 VIVIZ로 활동 중             |
| 엄지 | - 본명 : 김예원 - 생년월일 : 1998년 8월 19일(26세) - 출생지 : 대한민국 인천광역시 연수구 - 학력 : 서울공연예술고등학교 연기예술과 (졸업) - 관련활동 : 현재 걸그룹 VIVIZ로 활동 중          |

## 같이 보기
- VIVIZ